# 西脇站
西脇站（日语：／ Nishiwaki eki */?）是位於兵庫縣西脇市西脇，西日本旅客鐵道（JR西日本）鍛冶屋線的鐵路車站（廢站）。車站位於西脇市中心，為該市的中心車站和鍛冶屋線的主要車站。
另外，一站之隔的西脇市站在鍛冶屋線還存在的時代時是名為野村站。在鍛冶屋線進行存廢諮詢時，雖然考慮把路線縮短至野村站與此站之間，但是最後把整個鍛冶屋線廢除。在此站廢除後，野村站便改為現站名。

## 歷史
- 1913年（大正2年）8月10日：播州鐵道車站啟用。一般車站[1]。
- 1923年（大正12年）12月21日：路線轉讓給播丹鐵道。
- 1943年（昭和18年）6月1日：播丹鐵道國有化，成為鐵道省鍛冶屋線車站[1]。
- 1953年（昭和28年）2月：翻新2代目站舍。
- 1974年（昭和45年）10月1日：結束貨運業務（變為客運車站[1]）。
- 1984年（昭和59年）2月1日：結束行李起卸業務[1]。
- 1987年（昭和62年）4月1日：伴隨國鐵分割民營化，車站由西日本旅客鐵道（JR西日本）營運[1]。
- 1990年（平成2年）4月1日：鍛冶屋線全線廢除，此站廢除[1]。鄰站的野村站改名為西脇市站[2]。

## 車站構造
此站是一座地面車站，設有1面1線的單式月台和1面2線的島式月台。在單式月台側（東口）設有站舍，站前設有迴旋路。站舍是一座混凝土製建築物，當時為有人車站，站舍內設有綠色窗口。

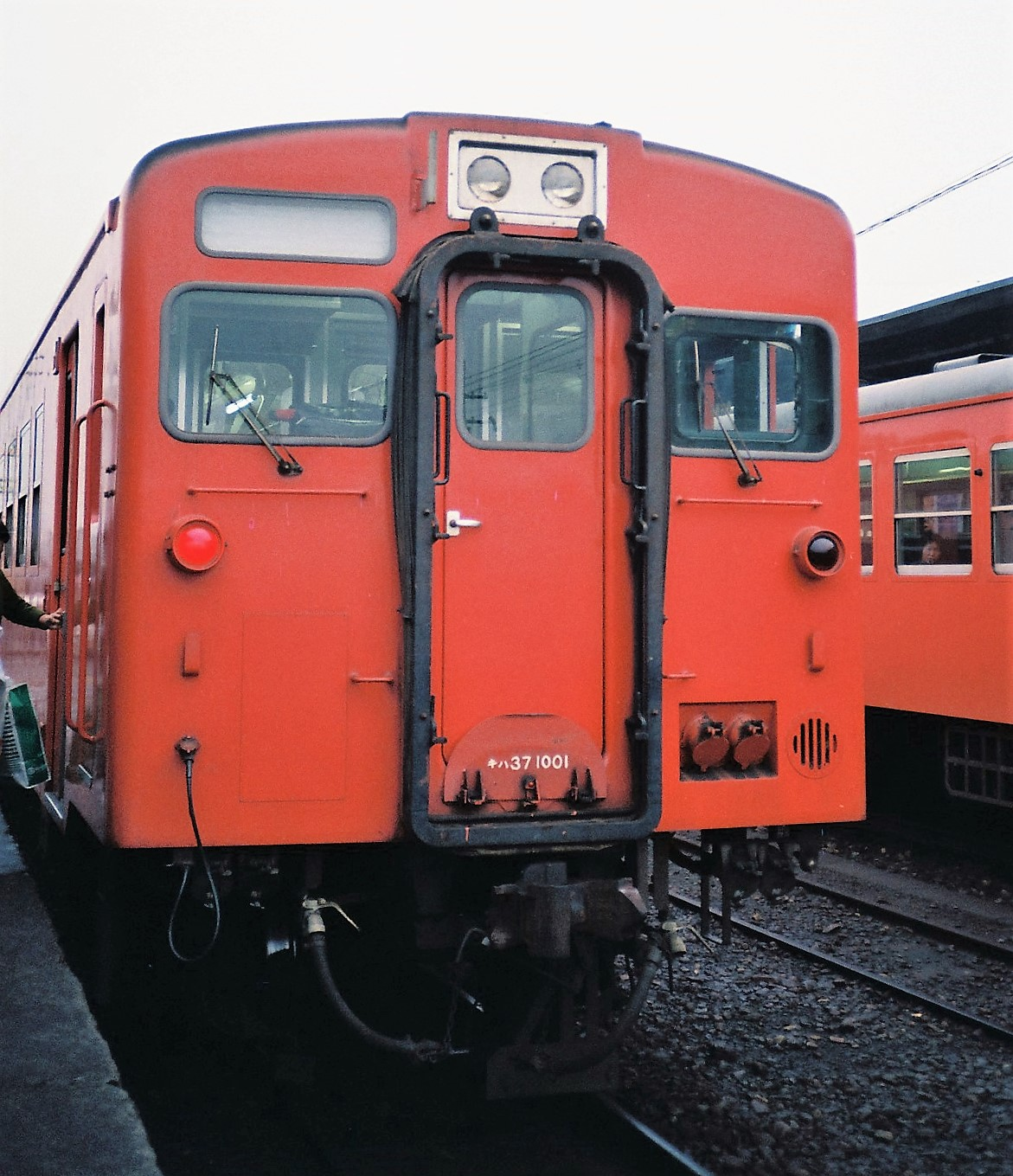
在2號月台停靠中的KiHa37（1986年12月）

## 車站周邊
- 西脇警署（日语：西脇警察署）西脇中央交番
- 西脇中本町郵局
- 兵庫縣道54號西脇停車場線（日语：兵庫県道54号西脇停車場線）
- 西脇中央通
- 倫頓通
- 杉原川（日语：杉原川）

## 現狀

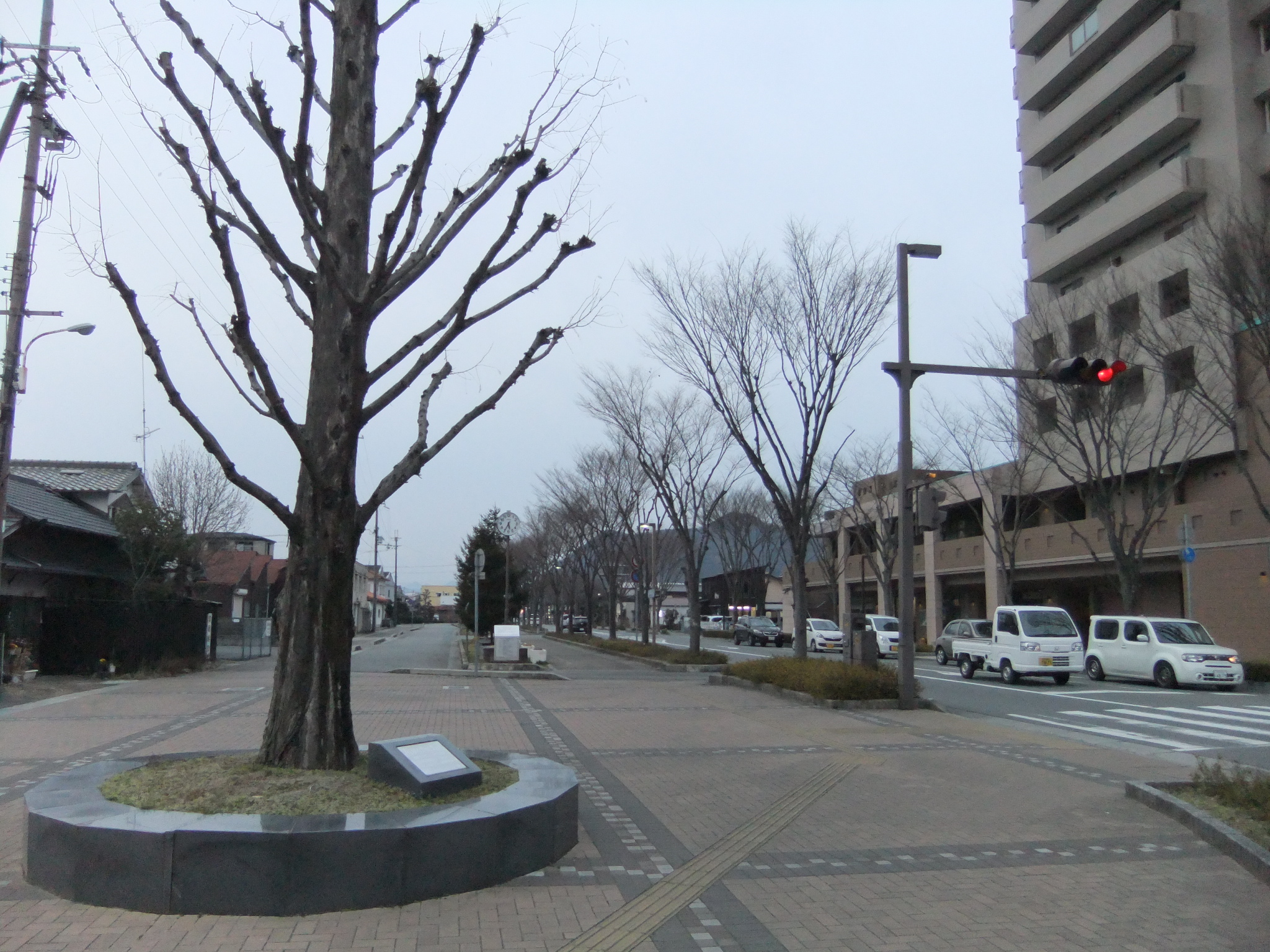
車站遺址兩邊都有建築物（2017年3月）

原本車站分隔兩邊的建築物和道路，在廢站後結合在一些，站前的迴旋路被撤去。遺址變為了神姬巴士西脇巴士總站（「西脇」巴士站）和西脇皇家酒店。

## 相鄰車站
西日本旅客鐵道（JR西日本）
鍛冶屋線
野村－西脇－市原

## 注腳
1. 1 2 3 4 5 6 7 8  石野哲 (编).  初版. JTB. 1998-10-01: 244–245. ISBN 978-4-533-02980-6 （日语）.
2. 1 2  . . J·R·R. 1990-08-01: 174. ISBN 4-88283-111-2 （日语）.

## 相關項目
- 日本鐵路車站列表 Ni